# Greg Morris
Francis Gregory Alan Morris, detto Greg (Cleveland, 27 settembre 1933 – Las Vegas, 27 agosto 1996), è stato un attore statunitense conosciuto per il ruolo di Barney Collier nella serie Missione impossibile e del tenente David Nelson in Vega$.

## Vita privata
Era figlio del trombettista jazz Francis Williams.
È stato sposato con Leona Keyes dal 1956 fino alla sua morte avvenuta nel 1996. ebbero 3 figli, tra cui gli attori Phil Morris e Iona Morris.
È morto il 27 agosto 1996 all'età di 62 anni a causa di un cancro ai polmoni e uno al cervello.

## Filmografia parziale

### Cinema
- Squadra d'emergenza (The New Interns), regia di John Rich (1964)
- Gli impetuosi (The Lively Set), regia di Jack Arnold (1964)
- Countdown at Kusini, regia di Ossie Davis (1976)

### Televisione
- Alfred Hitchcock presenta (Alfred Hitchcock Presents) – serie TV, 2 episodi (1963-1964)
- Il dottor Kildare (Dr. Kildare) – serie TV, un episodio (1963)
- Ai confini della realtà (The Twilight Zone) – serie TV, un episodio (1963)
- The Lieutenant – serie TV, 3 episodi (1963-1964)
- The Dick Van Dyke Show – serie TV, 2 episodi (1963-1965)
- Il fuggiasco (The Fugitive) – serie TV, un episodio (1965)
- Le spie (I Spy) – serie TV, un episodio (1965)
- Missione impossibile (Mission: Impossible) – serie TV, 171 episodi (1966-1973)
- Mannix – serie TV, un episodio (1973)
- L'uomo da sei milioni di dollari (The Six Million Dollar Man) – serie TV, un episodio (1974)
- Le strade di San Francisco (The Streets of San Francisco) – serie TV, un episodio (1975)
- Sanford and Son – serie TV, 2 episodi (1976)
- Wonder Woman – serie TV, un episodio (1978)
- Quincy (Quincy, M.E.) – serie TV, un episodio (1978)
- Fantasilandia (Fantasy Island) – serie TV, 2 episodi (1978-1983)
- The Eddie Capra Mysteries – serie TV, un episodio (1978)
- Vega$ – serie TV, 57 episodi (1978-1981)
- Love Boat – serie TV, un episodio (1978)
- Radici - Le nuove generazioni (Roots: The Next Generations) – serie TV, un episodio (1979)
- Professione pericolo (The Fall Guy) – serie TV, un episodio (1983)
- I Jefferson (The Jeffersons) – serie TV, 3 episodi (1983)
- T.J. Hooker – serie TV, un episodio (1984)
- La signora in giallo (Murder, She Wrote) – serie TV, episodio 1x05 (1984)
- La guerra dei mondi (War of the Worlds) – serie TV, un episodio (1988)
- Il ritorno di Missione impossibile (Mission: Impossible) – serie TV, 3 episodi (1988-1989)
- Superboy – serie TV, un episodio (1989)

## Doppiatori italiani
Nelle versioni in italiano delle opere in cui ha recitato, Greg Morris è stato doppiato da:
- Massimo Corvo in Missione impossibile (st. 1)
- Diego Reggente in Missione impossibile (st. 3-7)
- Elia Iezzi in Wonder Woman
- Marco Balbi in Vega$
- Rino Bolognesi in Love Boat
- Antonio Paiola ne I Jefferson
- Rodolfo Bianchi in La signora in giallo